# Disney Infinity (jeu vidéo)
Pour la série éponyme, voir Disney Infinity.
Disney Infinity est un jeu vidéo de plates-formes et d'aventure de type monde virtuel libre associé à des figurines, développé par Avalanche Software et édité par Disney Interactive Studios. Il est sorti en 2013 sur PlayStation 3, Wii, Wii U, Xbox 360, Nintendo 3DS, iOS et Microsoft Windows. Il reprend le principe lancé par Skylanders d'Activision Blizzard en le transposant dans les univers Disney-Pixar.
Le jeu connait deux suites, Disney Infinity: Marvel Super Heroes en septembre 2014 et Disney Infinity 3.0 en août 2015.

## Trame
Le jeu propose plusieurs scénarios différents.

## Système de jeu
Disney Infinity est un jeu d'action-aventure se jouant dans un monde ouvert, connecté à des figurines. À l'exception des personnages non humanoïdes, tels que ceux de la série Cars, chaque personnage dispose d'un double saut et d'un ensemble d'attaques par défaut, ainsi que d'une capacité unique pour chaque personnage. Par exemple, Sulley et Jack Skellington peuvent rugir pour effrayer les ennemis, tandis que Violet et Randall peuvent devenir invisibles. Le jeu comporte deux modes de jeu principaux : Play Set et Toy Box.  Chaque zone de jeu est un monde autonome doté de son propre gameplay, basé sur un film ou une série spécifique avec des personnages et des intrigues spécifiques. En mode Play Set, le joueur peut gagner des objets, des outils et des personnages à utiliser en mode Toy Box. Les personnages d'un monde ne peuvent pas entrer dans un autre monde, mais les joueurs peuvent assembler tous les personnages en mode Toy Box. Ce dernier est un mode bac à sable que les joueurs peuvent entièrement personnaliser et explorer, dans lequel ils peuvent gagner des objets, des outils et des personnages à personnaliser,.

### Personnage et figurines
| Liste des personnages et figurines | Liste des personnages et figurines | Liste des personnages et figurines                                                                                      | Liste des personnages et figurines                                                | Liste des personnages et figurines |
| Franchise                          | Personnage                         | Pack | Date de sortie                                                                    | Vague                              |
| ---------------------------------- | ---------------------------------- | --- | --------------------------------------------------------------------------------- | ---------------------------------- |
| Avengers                           | Iron Man                           | Pack de démarrage Marvel Super Heroes / Pack aventure Avengers / Pack de démarrage Marvel Super Heroes édition spéciale | 23 septembre 2014                                                                 | Vague 1                            |
| Avengers                           | La Veuve Noire                     | Pack de démarrage Marvel Super Heroes / Pack aventure Avengers / Pack de démarrage Marvel Super Heroes édition spéciale | 23 septembre 2014                                                                 | Vague 1                            |
| Avengers                           | Thor                               | Pack de démarrage Marvel Super Heroes / Figurine seule / Pack de démarrage édition spéciale                             | 23 septembre 2014                                                                 | Vague 1                            |
| Avengers                           | Captain America                    | Figurine seule / Pack de démarrage édition spéciale                                                                     | 23 septembre 2014                                                                 | Vague 1                            |
| Avengers                           | Œil de Faucon                      | Figurine seule / Pack de démarrage édition spéciale                                                                     | 23 septembre 2014                                                                 | Vague 1                            |
| Avengers                           | Hulk                               | Figurine seule / Pack de démarrage édition spéciale                                                                     | 23 septembre 2014                                                                 | Vague 1                            |
| Avengers                           | Loki                               | Figurine seule | 13 janvier 2015                                                                   | Vague 3                            |
| Avengers                           | Faucon                             | Figurine seule | 25 mars 2015                                                                      | Vague 3                            |
| Spider-Man                         | Spider-Man                         | Pack aventure Ultimate Spider-Man                                                                                       | 23 septembre 2014                                                                 | Vague 1                            |
| Spider-Man                         | Nova                               | Pack aventure Ultimate Spider-Man                                                                                       | 23 septembre 2014                                                                 | Vague 1                            |
| Spider-Man                         | Venom                              | Figurine seule | 23 septembre 2014                                                                 | Vague 1                            |
| Spider-Man                         | Iron Fist                          | Figurine seule | 23 septembre 2014                                                                 | Vague 1                            |
| Spider-Man                         | Nick Fury                          | Figurine seule | 23 septembre 2014                                                                 | Vague 1                            |
| Spider-Man                         | Le Bouffon Vert                    | Figurine seule | 13 janvier 2015                                                                   | Vague 3                            |
| Spider-Man                         | Spider-Man En Costume Noir         | Pack de démarrage Marvel Super Heroes pour PlayStation Vita / Figurine seule                                            | 9 mai 2015 (Pack de démarrage PlayStation Vita) 15 mars 2016 (Figurine seule 3.0) |                                    |
| Gardiens de la Galaxie             | Star-Lord                          | Pack aventure Gardiens de la Galaxie                                                                                    | 23 septembre 2014                                                                 | Vague 1                            |
| Gardiens de la Galaxie             | Gamora                             | Pack aventure Gardiens de la Galaxie                                                                                    | 23 septembre 2014                                                                 | Vague 1                            |
| Gardiens de la Galaxie             | Drax Le Destructeur                | Figurine seule | 23 septembre 2014                                                                 | Vague 1                            |
| Gardiens de la Galaxie             | Groot                              | Figurine seule | 23 septembre 2014                                                                 | Vague 1                            |
| Gardiens de la Galaxie             | Rocket Raccoon                     | Figurine seule | 23 septembre 2014                                                                 | Vague 1                            |
| Gardiens de la Galaxie             | Ronan L'Accusateur                 | Figurine seule | 13 janvier 2015                                                                   | Vague 3                            |
| Gardiens de la Galaxie             | Yondu                              | Figurine seule | 13 janvier 2015                                                                   | Vague 3                            |
| Rebelle                            | Mérida                             | Pack de démarrage Toy Box / Figurine seule                                                                              | 4 novembre 2014                                                                   | Vague 2                            |
| Lilo et Stitch                     | Stitch                             | Pack de démarrage Toy Box / Figurine seule                                                                              | 4 novembre 2014                                                                   | Vague 2                            |
| Maléfique                          | Maléfique                          | Figurine seule | 4 novembre 2014                                                                   | Vague 2                            |
| Fées Disney                        | Fée Clochette                      | Figurine seule | 4 novembre 2014                                                                   | Vague 2                            |
| Univers des canards de Disney      | Donald Duck                        | Figurine seule | 4 novembre 2014                                                                   | Vague 2                            |
| Les Nouveaux Héros                 | Hiro Hamada                        | Figurine seule | 4 novembre 2014                                                                   | Vague 2                            |
| Les Nouveaux Héros                 | Baymax                             | Figurine seule | 4 novembre 2014                                                                   | Vague 2                            |
| Aladdin                            | Aladdin                            | Pack Toy Box Aladdin / Figurine seule                                                                                   | 4 novembre 2014                                                                   | Vague 2                            |
| Aladdin                            | Jasmine                            | Pack Toy Box Aladdin / Figurine seule                                                                                   | 3 février 2015                                                                    | Vague 3                            |

## Accueil
Disney Infinity obtient un accueil globalement positif de la part de la presse spécialisée lors de sa sortie

## Postérité

### Suites et série
Le jeu connait deux suites, Disney Infinity: Marvel Super Heroes en septembre 2014 et Disney Infinity 3.0 en août 2015.

### Arrêt des services
Le 10 mai 2016, Disney arrête la série de jeux Disney Infinity et annonce une perte liée de 147 millions d'USD,. Les dernières figurines sorties sont Alice, Temps, le chapelier fou en mai et un pack aventure Le monde de Dory (avec Dory) et une figurine Nemo en juin 2016. Des figurines Star Wars: Rogue One, Vaiana, Docteur Strange, Hera (Star Wars: Rebels), Peter Pan, Spider-Gwen et Cars 3 qui devaient sortir ont donc été annulées. Pour le site Gamasutra, relié par Fortune, les raisons sont une baisse des ventes de jouets associées au jeu qui n'a pas affect la concurrence et un changement de stratégie globale chez Disney qui passe par la licence et non plus le développement interne.
Le 29 juillet 2016, Disney Interactive ferme les achats en ligne liés à son jeu Disney Infinity. Les Toy Box publiéés ne sont plus vérifiées depuis le 30 septembre 2016. Les serveurs sont arrêtés définitivement le 3 mars 2017 .